# Jean-Philippe Jodard
Jean-Philippe Jodard (* 8. Juli 1966 in Auxerre) ist ein ehemaliger französischer Beachvolleyballspieler. Er wurde der erste Europameister und nahm an zwei Olympischen Spielen teil.

## Karriere
Jodard begann seine internationale Karriere 1990 mit Christian Penigaud. Die beiden Franzosen gewannen als erstes europäisches Team überhaupt 1991 in Almería ein Turnier der FIVB World Tour und standen in der folgenden Saison als Dritte in Enoshima zum zweiten Mal auf dem Treppchen. Das Duo wurde 1993 wiederum in Almería durch einen Sieg im Finale gegen die Norweger Jan Kvalheim und Bjørn Maaseide erster Europameister. Anschließend komplettierten sie ihren Medaillensatz bei Open-Wettbewerben mit dem Silberrang 1994 in Marseille. Darüber hinaus erkämpften sie sich drei Wochen später in Carolina noch einmal Bronze und standen in den sechs Spielzeiten ab 1990 sechs weitere Male im Halbfinale der Beachserie. 1996 in Atlanta waren die Franzosen auch bei der olympischen Premiere dabei und verloren in der zweiten Runde gegen die Brasilianer Zé Marco und Emanuel.
Nach einem Intermezzo mit Ivan Douenel, bestes Ergebnis war hier der Einzug in die Vorschlussrunde 1996 bei den World Series in Marseille, trat JP bei 1997 der Weltmeisterschaft 1997 wieder mit Penigaud an und belegte Rang 17. Zwei Jahre später erreichten sie den neunten Platz bei der WM in Marseille und wurden Neunter der Europameisterschaft in Sotschi. Bei ihrer zweiten Olympiateilnahme 2000 in Sydney verpassten sie durch zwei Niederlagen das Achtelfinale. Es war Jodards letzter internationaler Auftritt.